# Дженкши-хан
Дженкши-хан (ум. 1338) — 19-й хан Чагатайского улуса, правивший в 1335-1338 годах.

## Биография
Происходил из династии Чингизидов. Сын Эбугена и внук Дувы, хана Чагатайского улуса. О дате рождения и молодых годах мало сведений. Был сторонником несторианства, в то же время придерживался обычаев Великой Ясы и тенгрианства. В 1335 году участвовал в заговоре против Бузан-хана, которого в 1335 году свергли. После этого Дженкши стал новым правителем Чагатаидов.
Изменил внутреннюю политику, отстранив от высоких должностей мусульман и оказав поддержку несторианам, но также дал возможность действовать миссионерам других христианских конфессий, в частности, католикам. При этом разрешал проповедовать буддизм. Продолжал политику предшественников по союзу с династией Юань и отказался от конфликта с государством Хулагуидов, несмотря на то, что в это время шла борьба за власть. Есть упоминание об отправке к императору Туг-Тэмуру 170 пленных русичей (возможно, это были какие-то мастера, полученные из Золотой Орды).
В то же время хан больше времени уделял охоте и развлечениям, в частности любил шахматы. В 1338 году в восточных областях государства началась эпидемия, нанёсшая значительный удар кочевникам. Все это вызвало недовольство части знати. Воспользовавшись этим, сводный брат хана Есун-Тэмур устроил против него заговор, в результате чего Дженкши был убит. Новым правителем стал Есун-Тэмур.